# Havreholm (Hornbæk Sogn)
 For alternative betydninger, se Havreholm. (Se også artikler, som begynder med Havreholm)
Havreholm er en landsby i Hornbæk Sogn, Lynge-Kronborg Herred i det tidligere Frederiksborg Amt. Havreholm ligger mellem Tikøb og Hornbæk.
Havreholm havde i 1682 6 gårde, 1 hus med jord og 2 huse uden jord. Det samlede dyrkede areal var 160,7 tønder land, skyldsat til 40,84 tdr. hartkorn. Dyrkningsformen var trevangsbrug.
I Havreholm fandtes i 1800-tallet en folkeskole.
I anden halvdel af 1800-tallet fandtes en papirmølle i Havreholm.